# شرکت پارسیلون و خانه‌های سازمانی
شرکت پارسیلون و خانه های سازمانی (تاسیس ۱۳۵۳)، بزرگترین کارخانه تولید کننده نخ و الیاف نایلون و فیلامنت در خاورمیانه بوده است، که با ظرفیت ۲۰۰۰ پرسنل به صورت مستقیم، بزرگترین کارخانه بعد از نساجی بروجرد در لرستان به شمار می آمد.
خصوصی سازی و تعطیلی
در سال ۱۳۸۴ این کارخانه به بخش خصوصی واگذار شد، اما صاحبان جدید نتوانستند این کارخانه را فعال نگه دارند و تعطیل شد و همچنان در تعطیلی به سر می برد.
خانه های سازمانی پارسیلون در مقابل کارخانه و در همجواری با آن، منطقه مسکونی وجود دارد که برای سکونت پرسنل در نظر گرفته شده است.

## جمعیت
این روستا در دهستان کرگاه شرقی قرار دارد و براساس سرشماری مرکز آمار ایران در سال ۱۳۸۵، جمعیت آن ۲۷۷ نفر (۶۵خانوار) بوده‌است.